# Tvåtjärnarna (Lycksele socken, Lappland, 719204-161500)
Tvåtjärnarna är en sjö i Lycksele kommun i Lappland och ingår i Umeälvens huvudavrinningsområde.